# Канталупо (Милано)
Канталупо је насеље у Италији у округу Милано, региону Ломбардија.
Према процени из 2011. у насељу је живело 2667 становника. Насеље се налази на надморској висини од 189 м.